# Ascoli Calcio 1898 2013-2014
Questa voce raccoglie le informazioni riguardanti l'Ascoli Calcio 1898 nelle competizioni ufficiali della stagione 2013-2014.

## Stagione
Nella stagione 2013-2014 l'Ascoli partecipa alla Lega Pro a seguito della retrocessione nel precedente campionato di Serie B. Viene confermato il tecnico Rosario Pergolizzi, che però il 27 ottobre 2013, dopo la partita persa contro il Lecce (5-2), ha comunicato alla società le proprie dimissioni. A sostituirlo il 28 ottobre 2013 viene chiamato Bruno Giordano.
Il 20 febbraio 2014 Giordano viene esonerato. All'origine dell'esonero le differenti vedute con il nuovo presidente Bellini per la gestione della squadra. Sempre nello stesso giorno è stato ufficializzato l'arrivo sulla panchina bianconera di Flavio Destro, per lui si tratta di un ritorno, infatti ha giocato con i marchigiani per cinque stagioni.
L'Ascoli in campionato raccoglie 31 punti, ma deve scontare una penalizzazione di 7 punti. I punti di fatto sono 24, fortunatamente non sono previsti né Play-out, né retrocessioni, per la ristrutturazione della Lega Pro. Unica squadra a scendere la Nocerina, esclusa dal campionato dalla 22ª giornata. Il palermitano Pietro Tripoli è stato il miglior realizzatore ascolano con 11 reti in campionato.

## Divise e sponsor
Lo sponsor per la stagione 2013-2014 è Max Sport. Il 9 febbraio 2014 in occasione della partita Ascoli-Grosseto lo sponsor è stato una frase detta durante la conferenza stampa ai tifosi il 6 febbraio 2014, «Sogniamo, insieme!» pronunciata dalla ‘first lady’ bianconera Marisa Nardini, moglie dell nuovo presidente Francesco Bellini.

## Organigramma societario
Area direttiva
- Presidente Francesco Bellini
- Direttore Generale: Gianni Lovato

Area organizzativa
- Segretario generale: Marco Maria Marcolini
- Segretario sportivo: Mirko Evangelista

Area tecnica
- Direttore sportivo: Angelo Mariano Fabiani, poi Enrico Maria Amore
- Allenatore: Rosario Pergolizzi, poi Bruno Giordano, poi Flavio Destro
- Allenatore in seconda: Alberto Mariani, poi Gilberto Vallesi
- Resp. Settore Giovanile Cetteo Di Mascio[6]
- Resp. Area Scouting Federico Crovari

## Rosa
| N. |                   | Ruolo | Calciatore            |
| -- | ----------------- | ----- | --------------------- |
|    | Italia (bandiera) | P     | Edoardo Pazzagli      |
|    | Italia (bandiera) | P     | Stefano Russo         |
|    | Italia (bandiera) | P     | Mirko Ronchi          |
|    | Italia (bandiera) | D     | Fabio Conocchioli     |
|    | Italia (bandiera) | D     | Daniele Magliocchetti |
|    | Italia (bandiera) | D     | Matteo Di Gennaro     |
|    | Italia (bandiera) | D     | Matteo Gandelli       |
|    | Italia (bandiera) | D     | Andrea Giacomini      |
|    | Italia (bandiera) | D     | Manuel Scalise        |
|    | Italia (bandiera) | D     | Marco Schiavino       |
|    | Italia (bandiera) | D     | Stefano Scognamillo   |
|    | Italia (bandiera) | D     | Giulio Cesselon       |
|    | Italia (bandiera) | D     | Armando Migliaccio    |
|    | Italia (bandiera) | C     | Giorgio Capece        |
|    | Italia (bandiera) | C     | Davide Colomba        |
|    | Italia (bandiera) | C     | Gianluca Carpani      |

| N. |                        | Ruolo | Calciatore           |
| -- | ---------------------- | ----- | -------------------- |
|    | Italia (bandiera)      | C     | Daniele Greco        |
|    | Italia (bandiera)      | C     | Ilario Iotti         |
|    | Italia (bandiera)      | C     | Lion Giovannini      |
|    | Italia (bandiera)      | C     | Alessandro Eleuteri  |
|    | Italia (bandiera)      | C     | Manolo Pestrin       |
|    | Inghilterra (bandiera) | C     | Mark Leonard Randall |
|    | Grecia (bandiera)      | A     | Athanasios Topouzis  |
|    | Italia (bandiera)      | A     | Pietro Tripoli       |
|    | Italia (bandiera)      | A     | Andrea De Iulis      |
|    | Italia (bandiera)      | A     | Giacomo Cipriani     |
|    | Italia (bandiera)      | A     | Marcello Falzerano   |
|    | Italia (bandiera)      | A     | Daniele Gragnoli     |
|    | Italia (bandiera)      | A     | Simone Malatesta     |
|    | Italia (bandiera)      | A     | Matteo Minnozzi      |
|    | Italia (bandiera)      | A     | Mattia Ruzzier       |
|    | Argentina (bandiera)   | A     | Matias Vegnaduzzo    |

## Calciomercato

### Trasferimenti sessione estiva dal 1/7/2013 al 2/9/2013
| Acquisti | Acquisti            | Acquisti  | Acquisti     |
| Ruolo    | Nome                | da        | Modalità     |
| -------- | ------------------- | --------- | ------------ |
| C        | Davide Colomba      | Parma     | comproprietà |
| A        | Mattia Ruzzier      | Parma     | comproprietà |
| D        | Matteo Gandelli     | Parma     | comproprietà |
| P        | Stefano Russo       | Parma     | prestito     |
| A        | Pietro Tripoli      | Parma     | prestito     |
| A        | Simone Malatesta    | Parma     | prestito     |
| P        | Alessandro Piacenti | Parma     | prestito     |
| P        | Edoardo Pazzagli    | Milan     | prestito     |
| C        | Gennaro Acampora    |           | svincolato   |
| D        | Alberto Bianchi     |           |              |
| A        | Marcello Falzerano  |           | definitivo   |
| A        | Matias Vegnaduzzo   | Viterbese |              |
| P        | Mirko Ronchi        | Parma     | comproprietà |
| C        | Emiliano Storani    | Parma     | comproprietà |
| A        | Daniele Gragnoli    | Parma     | comproprietà |
| C        | Andrea Scicchitano  | Parma     | comproprietà |

| Cessioni | Cessioni            | Cessioni  | Cessioni      |
| R.       | Nome                | a         | Modalità      |
| -------- | ------------------- | --------- | ------------- |
| C        | Daniele Di Donato   |           | svincolato    |
| A        | Róbert Feczesin     |           | svincolato    |
| A        | Andrea Soncin       | Avellino  | definitivo    |
| D        | Maurizio Peccarisi  |           | svincolato    |
| P        | Roberto Maurantonio |           | svincolato    |
| D        | Vasco Faísca        | Platanias |               |
| C        | Salvatore Margarita | Sorrento  | prestito      |
| C        | Marco Fossati       | Ascoli    | fine prestito |
| A        | Simone Zaza         | Ascoli    | fine prestito |
| C        | Massimo Loviso      | Ascoli    | fine prestito |
| C        | Lorenzo Pasqualini  | Parma     | comproprietà  |

### Trasferimenti tra le due sessioni
| Acquisti | Acquisti             | Acquisti | Acquisti     |
| Ruolo    | Nome                 | da       | Modalità     |
| -------- | -------------------- | -------- | ------------ |
| A        | Alessandro Cellucci  |          | svincolato   |
| C        | Mark Leonard Randall |          | svincolato   |
| C        | Gianluca Carpani     |          | svincolato   |
| D        | Matteo Di Gennaro    | Parma    | comproprietà |

| Cessioni | Cessioni          | Cessioni | Cessioni   |
| R.       | Nome              | a        | Modalità   |
| -------- | ----------------- | -------- | ---------- |
| A        | Matias Vegnaduzzo |          | svincolato |

### Trasferimenti sessione invernale 3/1/2014 al 31/1/2014
| Acquisti | Acquisti              | Acquisti    | Acquisti                    |
| R.       | Nome                  | da          | Modalità                    |
| -------- | --------------------- | ----------- | --------------------------- |
| D        | Daniele Magliocchetti | Reggiana    | prestito                    |
| D        | Fabio Conocchioli     |             | svincolato                  |
| C        | Daniele Greco         |             | svincolato                  |
| A        | Athanasios Topouzis   | Salernitana | prestito fino al 30-06-2014 |

| Cessioni | Cessioni             | Cessioni    | Cessioni                    |
| R.       | Nome                 | a           | Modalità                    |
| -------- | -------------------- | ----------- | --------------------------- |
| C        | Andrea Scicchitano   | Ascoli      | fine prestito               |
| A        | Alessandro Cellucci  |             | svincolato                  |
| D        | Manuel Scalise       | Salernitana | prestito fino al 30-06-2014 |
| C        | Mark Leonard Randall |             | svincolato                  |
| C        | Manolo Pestrin       | Salernitana | definitivo                  |
| D        | Alberto Bianchi      | Salernitana | definitivo                  |
| D        | Daniele Rosania      | Catanzaro   | prestito                    |
| A        | Simone Malatesta     | Ascoli      | fine prestito               |
| P        | Alessandro Piacenti  | Ascoli      | fine prestito               |
| A        | Marcello Falzerano   | Gubbio      | definitivo                  |
| C        | Emiliano Storani     | Ascoli      | fine prestito               |
| C        | Yonese Hanine        | Aprilia     | prestito                    |

### Trasferimenti post-sessione invernale
| Acquisti | Acquisti         | Acquisti | Acquisti   |
| R.       | Nome             | a        | Modalità   |
| -------- | ---------------- | -------- | ---------- |
| A        | Giacomo Cipriani |          | svincolato |

## Risultati

### Lega Pro Prima Divisione

#### Girone d'andata
| Arbitro: | Brasi (Seregno) |

|                            |           |             |
| Bertoncini 34’ Curiale 54’ | Marcatori | 28’ Tripoli |

| Ascoli Piceno 8 settembre 2013, ore 20.30CET 2ª giornata | Ascoli             | 0 – 0 referto | Barletta | Stadio Cino e Lillo Del Duca (1.551 spett.)\| Arbitro: \| Giovani (Grosseto) \| |
| Arbitro:                                                 | Giovani (Grosseto) |               |          |                                                                                 |

| Arbitro: | Abisso (Palermo) |

|  |           |             |
|  | Marcatori | 13’ Tripoli |

| Arbitro: | Illuzzi (Molfetta) |

|               |           |                                        |
| Malatesta 28’ | Marcatori | 24’ De Sousa 50’ Frediani 81’ Gallozzi |

| 27 settembre 2013 8ª giornata |  | – Turno di riposo Ascoli |  |  |

| Arbitro: | Verdenelli (Foligno) |

|  |           |                |
|  | Marcatori | 35’ Vegnaduzzo |

| Arbitro: | Dei Giudici (Latina) |

|             |           |            |
| Tripoli 68’ | Marcatori | 15’ Guazzo |

| Arbitro: | Sacchi (Macerata) |

|               |           |              |
| Benedetti 19’ | Marcatori | 6’ Falzerano |

| Arbitro: | Brasi (Seregno) |

|                              |           |                                                                     |
| Vegnaduzzo 70’ Schiavino 84’ | Marcatori | 12’ (rig.), 34’ (rig.) Bogliacino 31’ Ferreira Pinto 38’ 74’ Zigoni |

| Arbitro: | Rasia (Bassano del Grappa) |

|                                |           |                |
| Kosnic 75’ Favasuli 90’ (rig.) | Marcatori | 43’ Vegnaduzzo |

| Viareggio 10 novembre 2013, ore 14.30 CEST 11ª giornata | Viareggio       | 0 – 0 referto | Ascoli | Stadio dei Pini (599 spett.)\| Arbitro: \| Morreale (Roma) \| |
| Arbitro:                                                | Morreale (Roma) |               |        |                                                               |

| Arbitro: | Ripa (Nocera Inferiore) |

|                        |           |  |
| Malatesta 90+1’, 90+3’ | Marcatori |  |

| Arbitro: | Lanza (Nichelino) |

|                             |           |                          |
| Eusepi 19’ Fabinho 40’, 76’ | Marcatori | 63’ Carpani 90+1’ Hanine |

| Arbitro: | Guccini (Albano Laziale) |

|             |           |              |
| Scalise 12’ | Marcatori | 63’ Serrotti |

| Arbitro: | Serra (Torino) |

|                          |           |  |
| Buonaiuto 60’ Evacuo 72’ | Marcatori |  |

| Ascoli Piceno 15 dicembre 2013, ore 15 CET 16ª giornata | Ascoli           | 0 – 0 referto | Gubbio | Stadio Del Duca (500 spett.)\| Arbitro: \| Rapuano (Rimini) \| |
| Arbitro:                                                | Rapuano (Rimini) |               |        |                                                                |

| Arbitro: | Piscopo (Imperia) |

|                            |           |                         |
| Ficarrotta 2’ Sabbione 63’ | Marcatori | 58’ Carpani 63’ Tripoli |

#### Girone di ritorno
| Arbitro: | Baroni (Firenze) |

|  |           |             |
|  | Marcatori | 52’ Curiale |

| Arbitro: | Oliveri (Palermo) |

|                     |           |  |
| D'Errico 51’ (rig.) | Marcatori |  |

| Arbitro: | Balice (Termoli) |

|                               |           |                                  |
| Schiavino 9’ Tripoli 20’, 62’ | Marcatori | 37’ (aut.) Gandelli 76’ Novothny |

| Arbitro: | Giovani (Grosseto) |

|                          |           |             |
| De Sousa 54’ Pomante 94’ | Marcatori | 61’ Colomba |

| 2 febbraio 201 22ª giornata |  | – Turno di riposo Ascoli |  |  |

| Arbitro: | Aversano (Treviso) |

|  |           |             |
|  | Marcatori | 11’ Marotta |

| Arbitro: | Caso (Verona) |

|                           |           |                    |
| Mendicino 49’ Gustavo 73’ | Marcatori | 78’ (aut.) Pestrin |

| Arbitro: | Colarossi (Roma) |

|  |           |             |
|  | Marcatori | 38’ Madonia |

| Arbitro: | Bellotti (Verona) |

|                   |           |            |
| Miccoli 9’, 45+1’ | Marcatori | 58’ Capece |

| Arbitro: | Dei Giudici (Latina) |

|                  |           |          |
| Tripoli 36’, 55’ | Marcatori | 29’ Arma |

| Arbitro: | Strippoli (Bari) |

|                        |           |  |
| Carpani 9’ Tripoli 27’ | Marcatori |  |

| Arbitro: | Casaluci (Lecce) |

|                                      |           |  |
| Pera 22’, 67’ Pastore 24’ Grassi 47’ | Marcatori |  |

| Arbitro: | Marini (Roma) |

|  |           |                |
|  | Marcatori | 90+5’ Sprocati |

| Arbitro: | Mancini (Fermo) |

|  |           |                               |
|  | Marcatori | 57’, 78’ Tripoli 69’ Cipriani |

| Arbitro: | Lanza (Nichelino) |

|  |           |                               |
|  | Marcatori | 2’, 63’ Melara 28’ M. Mancosu |

| Arbitro: | Mastrodonato (Molfetta) |

|               |           |  |
| Falzerano 49’ | Marcatori |  |

| 4 maggio 2014, ore 15 CET 34ª giornata | Ascoli | 3 – 0 referto | Nocerina |  |

### Coppa Italia Tim Cup
| Arbitro: | Cangiano (Napoli) |

|                            |           |  |
| Salandra 45+1’ Luzzana 60’ | Marcatori |  |

### Coppa Italia Lega Pro

#### Primo turno
| Arbitro: | Capilungo (Lecce) |

|                                           |           |               |
| Vegnaduzzo 3’ Falzerano 68’ Malatesta 80’ | Marcatori | 45+1’ Zanigli |

#### Secondo turno
| Arbitro: | Pierro (Nola) |

|  |           |                                       |
|  | Marcatori | 59’ 83’ M. Ricci 62’ Mancini 89’ Gioè |